# Franz von Pillersdorf
Franz Freiherr von Pillersdorf (ur. 1 marca 1786 w Brünn, zm. 22 lutego 1862 w Wiedniu) – austriacki polityk, premier rządu Cesarstwa Austriackiego.
Był premierem rządu od 19 maja do 8 lipca 1848.